# Hariclea Darclée
Hariclea Darclée (pe adevăratul nume la naștere Hariclea Haricli; n. 10 iunie 1860, Brăila, Principatele Unite ale Moldovei și Țării Românești – d. 12 ianuarie 1939, București, România), a fost o cântăreață română de operă cu voce de soprană, fiind prima interpretă a rolului Floria Tosca din opera Tosca de Giacomo Puccini, premiera operei având loc la data de 14 ianuarie 1900 la Teatrul Costanzi din Roma.
A fost supranumită „privighetoarea din Carpați”.

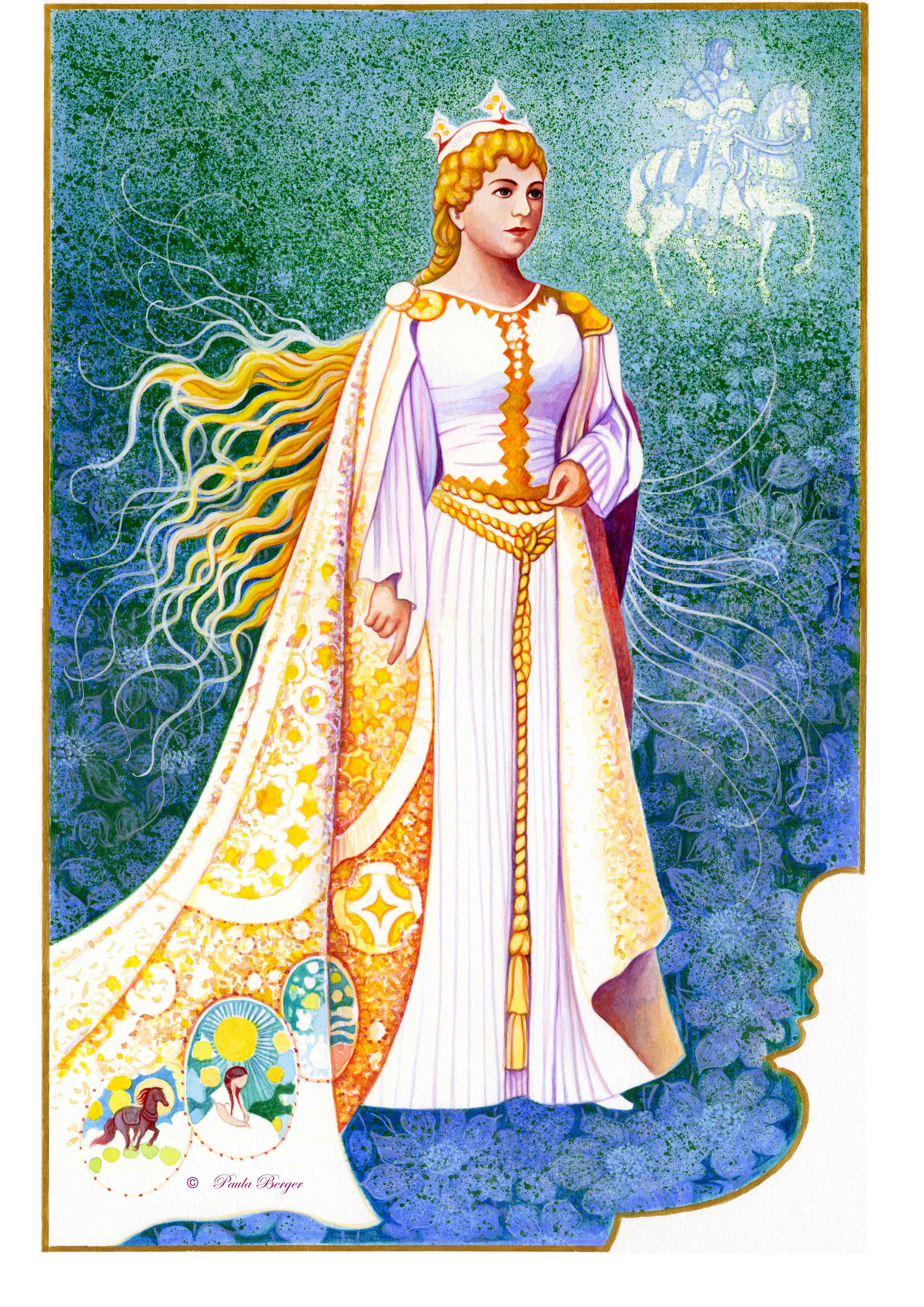
Hariclea Darclee în rolul Elisabeth Tannhäuser la Teatro alla Scala din Milano

## Biografie
Hariclea s-a născut la Brăila pe 10 iunie 1860, într-o familie cu rădăcini elene. Numele Hariclea provine din limba greacă: Charicleia = „cea care aduce bucurie”. Mama Haricleii, Maria Haricli, născută Aslan, nepoată directă a domniței Mavrocordat,:p. 243 păstra în totalitate amprenta originilor ei nobile, iar tatăl, Ion Haricli, era mare proprietar în Teleorman, la Turnu Măgurele, unde, de fapt, Haricleea locuiește până la vârsta de aproape 16 ani, când este dusă de familie la Pensionul Lobkovitz de pe Augustinerstrasse din Viena. Așa cum scria N. Carandino în cartea „Darclée. Viața de glorie și de pasiune a unei mari artiste", la nașterea ei, s-a prezis că „duduia va călători mult și va fi mereu în sărbătoare”. În copilărie, Hariclea a fost la un pas de a muri de febră tifoidă. În februarie 1881, ea s-a căsătorit cu tânărul locotenent de artilerie Iorgu Hartulari, devenind Hariclea Hartulari. În 1886 pleacă la Paris, unde se luptă din greu cu neajunsurile, deși primea de-acasă câte 500 de franci pe lună. Nici măcar nașterea fiului ei, Ion, nu o abate din drum, continuând să ia lecții de canto cu Edmond Duvernois, profesor al Conservatorului la catedra lui Victor Masse. „Am făcut progrese și sper să ajung departe. Mi se prezice un viitor strălucit” scria Darclée familiei.

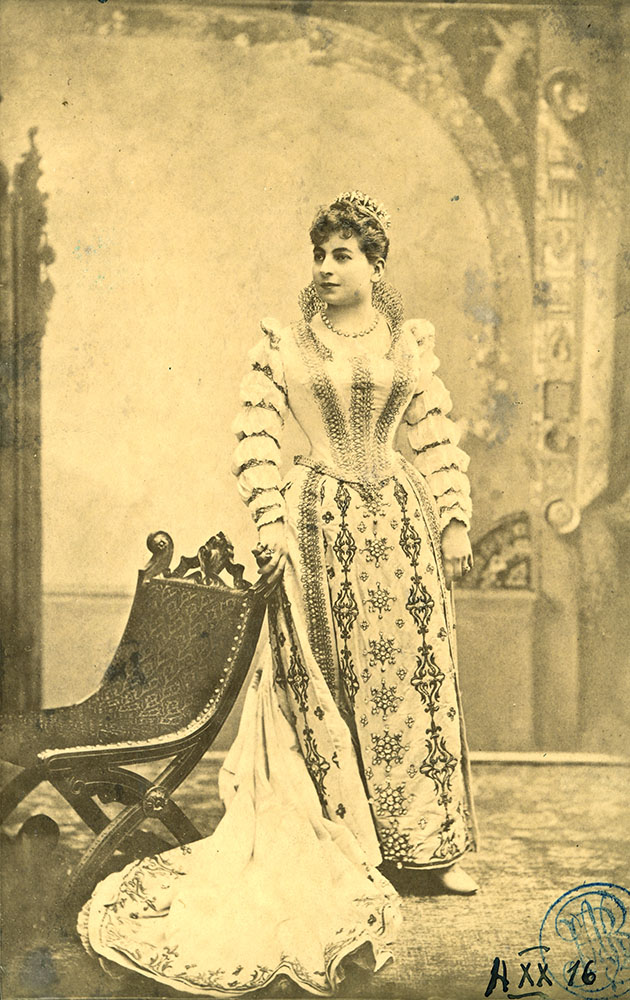
Hariclea Darclee, fotografie cabinet, hârtie albuminată, colecția Bibliotecii Academiei Romane, Cabinetul de Stampe.

## Carieră
Debutează într-un recital de canto în 1881 pe scena teatrului din Brăila, orașul său natal. Pleacă la Paris unde este remarcată de Charles Gounod, care îi încredințează rolul Margaretei din opera sa Faust, rol cu care își face debutul pe scena Operei, în anul 1888. Tot Gounod a fost acela care i-a găsit un pseudonim potrivit pentru teatru, Darclée, prin repetarea neîncetată a numelui ei, „Hariclée”, „d'Hariclée”. În scurt timp, Hariclea Darclée cucerește publicul și devine preferata multor compozitori. Astfel, Giacomo Puccini compune, pentru vocea ei, Tosca, Pietro Mascagni, Iris, iar Alfredo Catalani, La Wally. Hariclea Darclée s-a impus ca primadonna în marile teatre de operă de la Paris, Berlin, Florența, Milano, Roma, Buenos Aires, Lisabona, Barcelona, Madrid, Monte Carlo, Moscova și Sankt Petersburg.
La Scala din Milano, scena consacrării sale mondiale, Hariclea Darclée a debutat pe 26 decembrie 1890, cu rolul Chimène din Cidul de Massenet, aplaudată fiind chiar de Giuseppe Verdi, succesul aducându-i imediat contracte la cele mai mari teatre din Italia. Între 1893 și 1910 a cunoscut gloria pe marile scene ale lumii, revenind adeseori la Scala din Milano. A cântat până în 1918 încă în deplinătatea mijloacelor sale vocale. Dorința ei de a cânta în România era mare. Românii o iubeau, spectacolele ei erau adevărate sărbători. „Trăiască privighetoarea Carpaților”, îi striga publicul. Regele Carol I i-a oferit ordinul „Bene Merente clasa I”, iar poeții îi compuneau versuri. Unul din cele mai importante momente pentru Hariclea a fost în 1900, când Puccini a văzut în ea soprana care putea să redea cel mai bine rolul Floriei Tosca. Premiera a avut loc la Roma, unde Darclée a cântat alături de tenorul Emilio de Marchi și baritonul Eugenio Giraldoni (marea ei iubire). Toată faima pe care și-o câștigase nu i-a alterat caracterul deosebit și, înainte să urce pe scenă obișnuia să aprindă o lumânare la icoana Maicii Domnului. Regele Carlos al Portugaliei, care-i trimitea adesea scrisori de dragoste, îi scria: „Dacă aș putea, te-aș păstra pentru mine și ți-aș cere mereu, mereu să cânți” sau „Admir artista, iubesc însă femeia”.

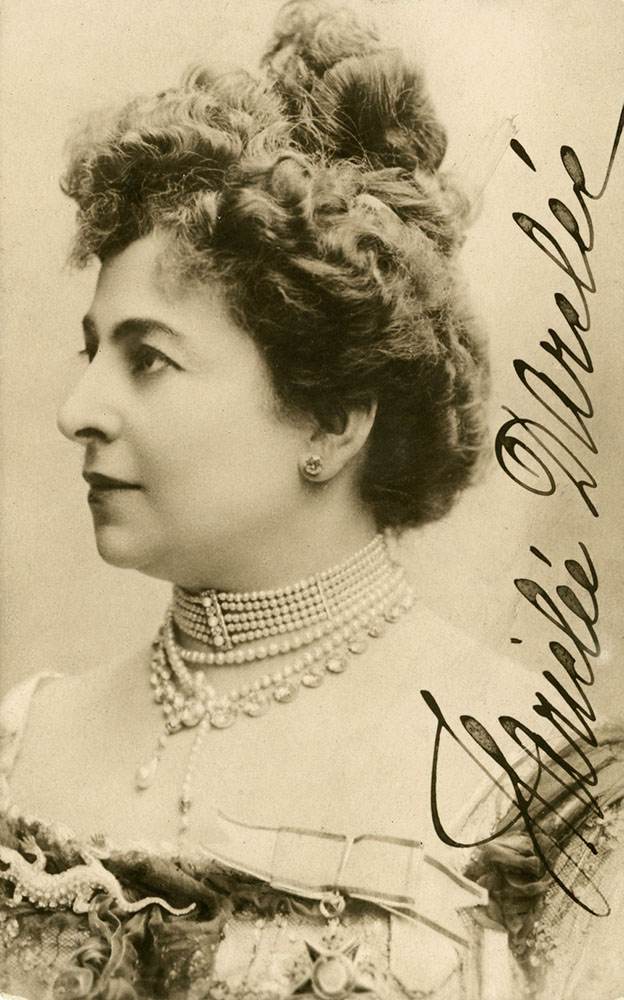
Hariclea Darclée, carte poștală autografă, colecția Bibliotecii Academiei Române, Cabinetul de Stampe.

Hariclea Darclée a susținut crearea Operei Române din București în 1921. Tradiția muzicală a rămas în familie, fiul său, Ion Hartulari-Darclée, devenind dirijor și compozitor. Din păcate nu s-au păstrat înregistrări pe discuri cu vocea Haricleei Darclée, ci doar două cântece românești: Cântecul fluierașului de George Stephănescu și Vai mândruță dragi ne-avem de Tiberiu Brediceanu înregistrate cu acompaniament de pian la o vârstă foarte înaintată, dar la care păstra intacte calitățile naturale și tehnice ale minunatei sale voci. Artista a înregistrat pentru Casa de Discuri Fonotipia arii și scene din Don Pasquale de Gaetano Donizetti, Traviata de Giuseppe Verdi, Iris de Pietro Mascagni și Tosca de Giacomo Puccini; matrițele acestor înregistrări au fost distruse de bombardamentele celui de al doilea război mondial la Milano; până în prezent, nu s-au identificat încă discurile primelor tiraje efectuate în anul 1903.
La finele vieții, artista care fusese atât de apreciată de Verdi, Leoncavallo, Mascagni, Catalani, Puccini, care cântase cu Enrico Caruso, Titta Ruffo, Francesco Tamagno și care apăruse de nenumărate ori sub bagheta lui Toscanini, a trăit în țară într-un trist anonimat. „Măiastra pasăre de basm”, „privighetoarea adorată” a murit în sărăcie la București datorită faptului că viile sale de la Cotnari (sursa existenței sale după încheierea carierei) au fost distruse de o teribilă grindină, iar boala care i-a marcat sfârșitul (sarcom hepatic) nu i-a mai permis restaurarea lor; în 1939, funeraliile au fost finanțate de Ambasada Italiei; a fost înmormântată în Cimitirul Bellu.
La aniversarea a 135 de ani de la nașterea Haricleii Darclée, în 1995, orașul său natal, Brăila, i-a adus un deosebit omagiu, organizând Concursul Național de Canto ce-i poartă numele, prezidat de soprana Mariana Nicolesco și așezat sub Înaltul Patronaj al Președintelui României. Prima ediție a Concursului Internațional a avut loc în 1997 și de atunci se repetă la fiecare doi ani, în anul dintre o ediție și alta având loc Cursuri de Măiestrie Artistică, Master Classes.
În data de 17 octombrie 2023 a fost dezvelită la Milano o placă memorială dedicată marii soprane Hariclea Darclée, Placaface parte din,  proiectul „Milano è Memoria” al Primăriei din Milano, ca semn al prețuirii și recunoștinței aduse marii soprane.

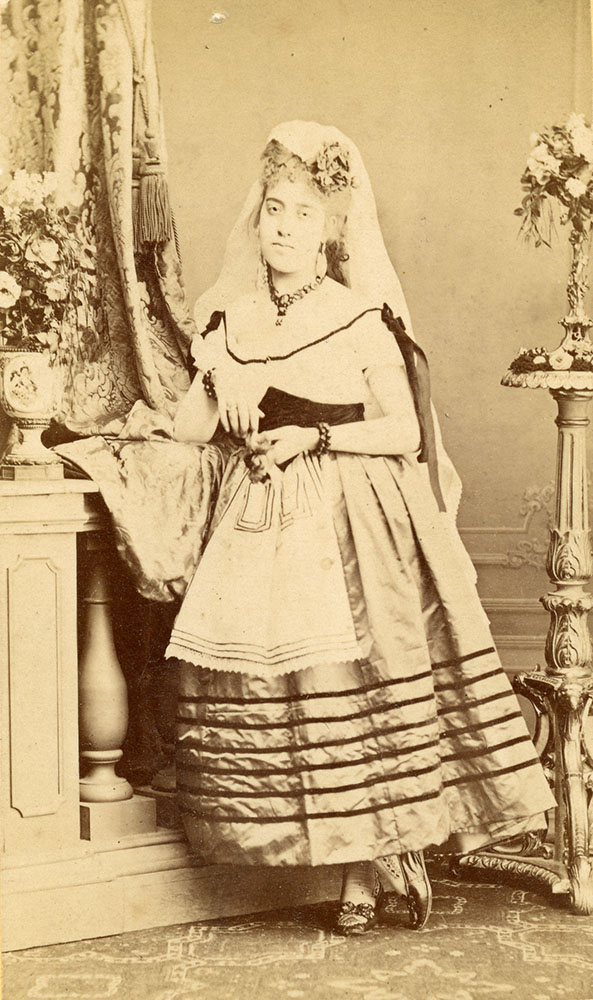
Hariclea Darclee carte de visite, autor Carol Popp de Szathmari, colectia Bibliotecii Academiei Romane, Cabinetul de Stampe.

## Repertoriu
Vocea sa excepțională i-a permis abordarea unui larg repertoriu, cu roluri de soprană lirică lejeră Don Pasquale, L'elisir d'amore, Lucrezia Borgia, Linda di Chamounix de Donizetti, de soprană lirică Don Giovanni de Mozart, Guglielmo Tell de Rossini, Maria di Rohan de Donizetti, Manon, Thaïs de Massenet, Hamlet, Mignon de Ambroise Thomas, La Bohème de Puccini, Marschallin în Der Rosenkavalier de Strauss, de soprană lirică spinto Ernani, Simon Bocanegra, Il Trovatore, Un ballo în maschera, Aida, Otello de Verdi, Manon Lescaut de Puccini, Pagliacci, Zazà de Leoncavallo, Mefistofele de Boito, de soprană dramatică Tannhäuser, Lohengrin, Die Meistersinger von Nürnberg de Wagner, Cavalleria rusticana de Mascagni, de soprană Falcon rolul Valentine din Les Huguenots de Meyerbeer), de mezzosoprană rolul titular din Carmen de Bizet) și de contralto rolul Vania din Ivan Susanin de Glinka.
A avut în repertoriu 58 de roluri din 56 opere compuse de 31 compozitori dintre care 12 compozitori de tradiție și 19 tineri compozitori cărora le-a interpretat operele în premiere absolute și premiere locale de foarte mare importanță; din cele 56 opere interpretate, 32 sunt de tradiție, 12 au fost interpretate în premieră absolută și 16 în premiere locale de mare importanță; faptul că 45 %, adică aproape jumătate, din repertoriul său reprezintă opere originale, atestă poziția singulară pe care o ocupă Hariclea Darclée în istoria teatrului liric universal pe care a influențat-o într-un mod determinant.
Urmează lista integrală a operelor și autorilor (în ordine alfabetică a compozitorilor), cu mențiunile de rigoare referitoare la operele compuse pentru vocea sa și la interpretările în premieră absolută sau în premieră locală de mare importanță.
| Titlul operei                                       | Compozitorul            | Rolul                         | Premiera |
| --------------------------------------------------- | ----------------------- | ----------------------------- | --- |
| La Muette de Portici                                | Daniel Auber            | Luisa                         | 1828, Paris |
| Carmen                                              | Georges Bizet           | Carmen                        | 1875, „Opéra Comique” din Paris |
| Mefistofele                                         | Arrigo Boito            | Margherita                    | 5 martie 1868, Teatro alla Scala din Milano |
| La Wally                                            | Alfredo Catalani        | Wally                         | 20 ianuarie 1892, Teatro alla Scala din Milano |
| Enoch Arden                                         | Alexis Catargi          | Ammie Lee                     | 1904, Teatrul Național din București |
| Amy Robsart                                         | Isidore De Lara         | Amy Robsart                   | în aprilie 1897 la Opera din Montecarlo |
| Don Pasquale                                        | Gaetano Donizetti       | Norina                        | 3 ianuarie 1843, la "Teatrul Italian" din Paris |
| Elixirul dragostei (L’elisir d’amore)               | Gaetano Donizetti       | Adina                         | 2 mai 1832, la „Teatro Cannobiana”, Milano |
| Linda di Chamounix                                  | Gaetano Donizetti       | Linda                         | |
| Lucrezia Borgia                                     | Gaetano Donizetti       | Lucrezia                      | |
| Maria di Rohan                                      | Gaetano Donizetti       | Maria                         | |
| Cristofor Columb (Cristoforo Colombo)               | Alberto Franchetti      | Isabella di Aragona, Ikuamota | 6 octombrie 1892, la Genova |
| Ivan Susanin (Viața pentru țar)                     | Mihail Glinka           | Vania                         | premieră pentru Franța, la Opera-Nisa, 1890 |
| Condor                                              | Carlos Gomes            | Odalea                        | 21 februarie 1891 la Teatro alla Scala din Milano |
| Il Guarany                                          | Carlos Gomes            | Cecilia                       | |
| Faust                                               | Charles Gounod          | Marguérite                    | |
| Romeo și Julieta                                    | Charles Gounod          | Julieta                       | |
| La Juive                                            | Jacques Halévy          | Rachèle                       | |
| Paiațe ( Pagliacci)                                 | Ruggero Leoncavallo     | Nedda                         | premieră pentru România, la București în 1903 |
| Zaza                                                | Ruggero Leoncavallo     | Zaza                          | |
| Ero e Leandro                                       | Luigi Mancinelli        | Ero                           | 1897, în Madrid |
| Cavalleria rusticana                                | Pietro Mascagni         | Santuzza                      | premieră pentru România, la București în 1891 |
| L’amico Fritz                                       | Pietro Mascagni         | Suzel                         | 1891 premieră la Teatro Della Pergola din Florența, iar la București în 1910 |
| Iris                                                | Pietro Mascagni         | Iris                          | 22 ianuarie 1898 premieră absolută la Teatro dell’Opera din Roma, în premieră pentru Teatro alla Scala din Milano la 19 ianuarie 1899 și în premieră la București în 1908 |
| I Rantzau                                           | Pietro Mascagni         | Luisa                         | 10 noiembrie 1892, premieră absolută la Teatro della Pergola, Florența; 26 noiembrie 1892, premieră la Teatro dell’Opera, Roma |
| Cidul (Le Cid)                                      | Jules Massenet          | Chimène                       | 26 decembrie 1890, debutul în Italia și premieră pentru Teatro alla Scala, Milano |
| Manon                                               | Jules Massenet          | Manon                         | |
| Thaïs                                               | Jules Massenet          | Thaïs                         | |
| Africana (L’Africaine)                              | Giacomo Meyerbeer       | Selika                        | |
| Hughenoții (Les Huguénots)                          | Giacomo Meyerbeer       | Regina Valentine              | 1897, premieră pentru România, la București |
| Don Giovanni                                        | Wolfgang Amadeus Mozart | Zerlina                       | |
| Saffo                                               | Giovanni Pacini         | Saffo                         | 28 octombrie 1911, Teatro dell’Opera, Roma |
| Eidelberga mia                                      | Ubaldo Pacchierotti     | Catina                        | 1909, premieră absolută la Teatro Colon, Buenos Aires |
| Aurora                                              | Ettore Panizza          | Aurora                        | 1909, premieră absolută la Teatro Colon, Buenos Aires |
| Manon Lescaut                                       | Giacomo Puccini         | Manon Lescaut                 | 1 februarie 1893, premieră la Teatro Regio, Torino |
| Boema                                               | Giacomo Puccini         | Mimì                          | 1896, premieră pentru America la Teatro Colon, Buenos Aires; 15 ianuarie 1903, premieră pentru România la București; |
| Tosca                                               | Giacomo Puccini         | Floria Tosca                  | aria sopranei, Vissi d’arte, a fost scrisă la sugestia artistei pe baza indicațiilor sale muzicale; 14 ianuarie 1900, premieră absolută la Teatro dell’Opera Constanzi, Roma; 20 februarie 1900, premiera la Teatro Regio, Torino; 17 martie 1900, Teatro alla Scala, Milano; 19 ianuarie 1901, la Lisabona; 18 ianuarie 1902, București; 28 martie 1903, Montecarlo; |
| Crispino e la Comare (Cizmarul și zâna)             | Luigi & Federico Ricci  | La Comare (zâna)              | |
| Wilhelm Tell (Guglielmo Tell)                       | Gioacchino Rossini      | Matilde d’Absburgo            | |
| Stabat Mater (oratoriu)                             | Gioacchino Rossini      | soprană                       | 1892, comemorarea a 100 de ani de la nașterea lui Rossini |
| Demonul                                             | Anton Rubinstein        | Tamara                        | |
| Proserpina                                          | Camille Saint-Saëns     | Proserpina                    | |
| Cavalerul rozelor (Der Rosenkavalier)               | Richard Strauss         | Marschalin                    | 14 noiembrie 1911, premieră pentru Italia la Teatro dell’Opera, Roma |
| Hamlet                                              | Ambroise Thomas         | Ofélia                        | |
| Mignon                                              | Ambroise Thomas         | Mignon                        | |
| Il Voto                                             | Pietro Vallini          | Maria                         | 27 noiembrie 1894, premieră absolută la Teatro dell’Opera, Roma |
| Aida                                                | Giuseppe Verdi          | Aida                          | |
| Balul mascat (Un ballo in maschera)                 | Giuseppe Verdi          | Amelia                        | |
| Otello                                              | Giuseppe Verdi          | Desdemona                     | |
| Rigoletto                                           | Giuseppe Verdi          | Gilda                         | |
| Simon Boccanegra                                    | Giuseppe Verdi          | Amelia-Maria                  | 17 mai 1892, premieră la Teatro dell’Opera, Roma |
| Traviata (La Traviata)                              | Giuseppe Verdi          | Violetta Valery               | |
| Trubadurul (Il Trovatore)                           | Giuseppe Verdi          | Leonora                       | |
| Maeștrii cântăreți din Nürnberg (Die Meistersänger) | Richard Wagner          | Eva                           | |
| Lohengrin                                           | Richard Wagner          | Elsa                          | |
| Tannhäuser                                          | Richard Wagner          | Elisabeta                     | 29 decembrie 1891, premieră la Teatro alla Scala, Milano; 1897, la Teatro Colon, Buenos Aires |